# Jens Risager
Jens Risager (9 de abril de 1971) é um ex-futebolista profissional dinamarquês que atuava como defensor.

## Carreira
Jakob Friis-Hansen se profissionalizou no Brøndby IF, e atou quase toda carreira de oito anos apenas, no clube. Foi emprestado ao Ikast FS, em 1992.

## Seleção
Jens Risager representou a Seleção Dinamarquesa de Futebol nas Olimpíadas de 1992.integrou a Seleção Dinamarquesa de Futebol na Copa Rei Fahd de 1995. e na Euro 1996.

## Títulos
Dinamarca
- Copa Rei Fahd de 1995